# Żałoba narodowa w państwach afrykańskich
Żałoba narodowa w państwach afrykańskich – lista przyczyn, dat wprowadzenia i czasu trwania żałoby narodowej w poszczególnych państwach afrykańskich.

## Żałoba narodowa w poszczególnych państwach

### Algieria
- 23 listopada 1963 – 7 dni żałoby po zabójstwie prezydenta USA Johna F. Kennediego (zm. 22 listopada 1963)[1][2].
- 6 września 1969 – 3 dni żałoby po śmierci prezydenta Wietnamu Hồ Chí Minha (zm. 2 września 1969)[3].
- 29 września 1970 – 3 dni żałoby po śmierci prezydenta Egiptu Gamala Abdela Nasera (zm. 28 września 1970)[4]
- 28 grudnia 1978 – 40 dni żałoby po śmierci prezydenta Algierii Huaria Bumediena (zm. 27 grudnia 1978)[5].
- 5 maja 1980 – 7 dni żałoby po śmierci przywódcy Jugosławii Josipa Broza Tito (zm. 4 maja 1980)[6].
- 30 czerwca 1992 – 7 dni żałoby po zabójstwie prezydenta Algierii Mohameda Boudiafa (zm. 29 czerwca 1992)[7].
- 8 lutego 1999 – 3 dni żałoby po śmierci króla Jordanii Husajna I (zm. 7 lutego 1999)
- 24 lipca 1999 – 3 dni żałoby po śmierci króla Maroka Hasana II (zm. 23 lipca 1999)[8]
- 6 kwietnia 2000 – 3 dni żałoby po śmierci byłego pierwszego prezydenta Tunezji Habiba Burgibaby (zm. 6 kwietnia 2000)[9]
- 2 sierpnia 2005 – 3 dni żałoby po śmierci króla Arabii Saudyjskiej Fahda ibn Abd al-Aziza Al Su’uda (zm. 1 sierpnia 2005)[10].
- 12 kwietnia 2012 – 8 dni żałoby po śmierci byłego prezydenta Algierii Ahmeda Ben Bella (zm. 11 kwietnia 2012)[11].
- 8 października 2012 – 8 dni żałoby po śmierci byłego prezydenta Algierii Szadlia Bendżedida (zm. 6 października 2012)[12].
- 6 grudnia 2013 – 8 dni żałoby po śmierci byłego prezydenta RPA Nelsona Mandeli (zm. 5 grudnia 2013)[13]
- 12 lutego 2014 – 3 dni żałoby dla upamiętnienia ofiar katastrofy lotniczej na pustyni Sahara (77 ofiar śmiertelnych)[14].
- 25 lipca 2014 – 3 dni żałoby po katastrofie samolotu Air Algerie 5017 (116 ofiar)[15]
- 24 stycznia 2015 – 3 dni żałoby po śmierci króla Arabii Saudyjskiej Abd Allaha ibn Abda al-Aziza Al Su’uda (zm. 23 stycznia 2015)[16].
- 27 listopada 2016 – 8 dni żałoby po śmierci byłego przywódcy Kuby Fidela Castro (zm. 25 listopada 2016)[17].
- 11 kwietnia 2018 – 3 dni żałoby po Katastrofie lotniczej w Bufarik (257 ofiar)[18]
- 26 lipca 2019 – 3 dni żałoby po śmierci prezydenta Tunezji Al-Badżi Ka’id as-Sibsiego (zm. 25 lipca 2019)[19][20][21].
- 23 grudnia 2019 – 3 dni żałoby po śmierci starszego przywódcy Algierskiej Ludowej Armii Narodowej Ahmeda Gaida Salaha (zm. 23 grudnia 2019)[22]
- 12 sierpnia 2021 – 3 dni żałoby dla upamiętnienia ofiar pożarów (90 ofiar śmiertelnych)[23][24][25].
- 18 września 2021 – 3 dni żałoby po śmierci byłego prezydenta Abd al-Aziza Butefliki (zm. 17 września 2021)[26].
- 23 września 2021 – 3 dni żałoby po śmierci byłego pełniącego obowiązki prezydenta Abd al-Kadira Bensalaha (zm. 22 września 2021)[27].
- 14 maja 2022 – 2 dni żałoby po śmierci prezydenta Zjednoczonych Emiratów Arabskich Chalifa ibn Zajid Al Nahajjana (zm. 13 maja 2022)[28]

### Angola
- 12 września 1979 – 45 dni żałoby po śmierci pierwszego prezydenta Angoli Agostinho Neto (zm. 10 września 1979).
- 8 kwietnia 2005 – żałoba w dniu pogrzebu papieża Jana Pawła II (zm. 2 kwietnia 2005)[29].
- 4 grudnia 2016 – żałoba w dniu pogrzebu byłego przywódcy Kuby Fidela Castro (zm. 25 listopada 2016)[30].
- 9 lipca 2022 – 5 dni żałoby po śmierci byłego prezydenta Angolii José Eduardo dos Santosa (zm. 8 lipca 2022)[31][32]

### Benin
- 15 listopada 1982 – żałoba w dniu pogrzebu sekretarza generalnego KPZR Leonida Breżniewa (zm. 10 listopada 1982)[33].
- 12 lutego 1984 – 3 dni żałoby po śmierci sekretarza generalnego KPZR Jurija Andropowa (zm. 9 lutego 1984)[34].
- 8 grudnia 2013 – 7 dni żałoby po śmierci byłego prezydenta RPA Nelsona Mandeli (zm. 5 grudnia 2013)[35].
- 15 października 2015 – 7 dni żałoby po śmierci byłego prezydenta Beninu Mathieu Kérékou (zm. 14 października 2015)[36]
- 16 listopada 2015 – dzień żałoby dla upamiętnienia ofiar zamachów w Paryżu (130 ofiar śmiertelnych)[37].

### Botswana
- 26 października 1986 – 3 dni żałoby po katastrofie mozambickiego Tu-134 w Południowej Afryce, w której zginęły 34 osoby w tym prezydent Mozambiku Samora Machel (zm. 19 października 1986)[38].
- 23 czerwca 2017 – 3 dni żałoby po śmierci byłego Prezydenta Botswany Quetta Masirego (zm. 22 czerwca 2017)
- 18 czerwca 2021 – 10 dni żałoby po śmierci byłego pierwszego prezydenta Zambii Kennetha Kaundy (zm. 17 czerwca 2021)[39].

### Burkina Faso
- 26 października 1986 – 3 dni żałoby po katastrofie mozambickiego Tu-134 w Południowej Afryce, w której zginęły 34 osoby w tym prezydent Mozambiku Samora Machel (zm. 19 października 1986)[40].
- 25 lipca 2014 – 2 dni żałoby po katastrofie samolotu Air Algerie 5017 (116 ofiar)[41]
- 25 grudnia 2019 – 2 dni żałoby po ataku terrorystycznym na bazę wojskową (ponad 100 ofiar)[42]
- 22 stycznia 2020 – 2 dni żałoby po atakach terrorystycznych na wsie Alamou i Nagraogo (36 ofiar)[43]

### Burundi
- 6 grudnia 2013 – 3 dni żałoby po śmierci byłego prezydenta RPA Nelsona Mandeli (zm. 5 grudnia 2013)[44]
- 9 czerwca 2020 – 7 dni żałoby po śmierci Prezydenta Burundi Pierrego Nkurunzizy (zm. 8 czerwca 2020)[45]
- 18 marca 2021 – 7 dni żałoby po śmierci Prezydenta Tanzanii Johna Magufuli (zm. 17 marca 2021)[46]

### Czad
- 8 grudnia 2013 – 2 dni żałoby po śmierci byłego prezydenta RPA Nelsona Mandeli (zm. 5 grudnia 2013)[47]
- 26 marca 2020 – 3 dni żałoby po ataku Boko Haram na żołnierzy (92 zabitych)[48]
- 21 kwietnia 2021 – 14 dni żałoby po śmierci prezydenta Czadu Idrissa Déby (zm. 20 kwietnia 2021)[49][50].

### Demokratyczna Republika Konga
- 1 kwietnia 1969 – żałoba w dniu pogrzebu byłego pierwszego prezydenta Demokratycznej Republiki Konga Josepha Kasavubu (zm. 24 marca 1969)[51][52].
- 8 sierpnia 1978 – 3 dni żałoby po śmierci papieża Pawła VI (zm. 6 sierpnia 1978)[53].
- 29 września 1978 – 3 dni żałoby po śmierci papieża Jana Pawła I (zm. 28 września 1978)[54].
- 28 grudnia 1978 – 5 dni żałoby po śmierci prezydenta Algierii Huaria Bumediena (zm. 27 grudnia 1978)[55].
- 28 października 1986 – dzień żałoby po katastrofie mozambickiego Tu-134 w Południowej Afryce, w której zginęły 34 osoby w tym prezydent Mozambiku Samora Machel (zm. 19 października 1986)[56].
- 9 sierpnia 1993 – żałoba w dniu pogrzebu króla Belgii Baudouina I (zm. 31 lipca 1993)[57].
- 19 stycznia 2001 – 30 dni żałoby po zabójstwie prezydenta Demokratycznej Republiki Konga Laurenta-Désiré Kabily (zm. 16 stycznia 2001)[58][59][60].
- 8 kwietnia 2005 – żałoba w dniu pogrzebu Jana Pawła II (zm. 2 kwietnia 2005)[61]
- 15 sierpnia 2016 – 3 dni żałoby po masakrze w Beni (35 ofiar)[62]
- 7 października 2018 – 3 dni żałoby po eksplozji w Mbubie (53 ofiary, ponad 100 rannych)[63]
- 19 marca 2021 – 3 dni żałoby po śmierci Prezydenta Tanzanii Johna Magufuli (zm. 17 marca 2021)[64]
- 9 lipca 2022 – dzień żałoby po śmierci byłego prezydenta Angolii José Eduardo dos Santosa (zm. 8 lipca 2022)[65]

### Dżibuti
- 30 września 2020 – 2 dni żałoby po śmierci Emira Kuwejtu Sabaha al-Ahmada al-Dżabira as-Sabaha (zm. 29 września 2020)[66]

### Egipt
- 28 maja 1964 – 7 dni żałoby po śmierci premiera Indii Jawaharlala Nehru (zm. 27 maja 1964)[67].
- 29 września 1970 – 40 dni żałoby po śmierci prezydenta Egiptu Gamala Abdela Nasera (zm. 28 września 1970)[68].
- 7 sierpnia 1978 – 7 dni żałoby po śmierci papieża Pawła VI (zm. 6 sierpnia 1978)[69].
- 5 maja 1980 – 7 dni żałoby po śmierci przywódcy Jugosławii Josipa Broza Tito (zm. 4 maja 1980)[70].
- 7 października 1981 – 40 dni żałoby po śmierci prezydenta Egiptu Anwara Sadata (zm. 6 października 1981)[71].
- 14 czerwca 1982 – 14 dni żałoby po śmierci króla Arabii Saudyjskiej Chalida ibn Abd al-Aziza Al Su’uda (zm. 13 czerwca 1982)[72].
- 26 października 1986 – 3 dni żałoby po katastrofie mozambickiego Tu-134 w Południowej Afryce, w której zginęły 34 osoby w tym prezydent Mozambiku Samora Machel (zm. 19 października 1986)[73].
- 19 sierpnia 1988 – 7 dni żałoby po śmierci prezydenta Pakistanu Muhammada Zia ul-Haqa (zm. 17 sierpnia 1988)[74].
- 8 lutego 1999 – 3 dni żałoby po śmierci króla Jordanii Husajna I (zm. 7 lutego 1999)[75].
- 24 lipca 1999 – 3 dni żałoby po śmierci króla Maroka Hasana II (zm. 23 lipca 1999).
- 11 czerwca 2000 – 3 dni żałoby po śmierci prezydenta Syrii Hafiza al-Asada (zm. 10 czerwca 2000)[76].
- 12 listopada 2004 – 3 dni żałoby po śmierci Prezydenta Autonomii Palestyny Jasira Arafata (zm. 11 listopada 2004)[77][78].
- 4 kwietnia 2005 – 3 dni żałoby po śmierci papieża Jana Pawła II (zm. 2 kwietnia 2005)[79]
- 2 sierpnia 2005 – 3 dni żałoby po śmierci króla Arabii Saudyjskiej Fahda ibn Abd al-Aziza Al Su’uda (zm. 1 sierpnia 2005)[80][81]
- 2 lutego 2012 – 3 dni żałoby dla upamiętnienia ofiar zamieszek na stadionie w Port Saidzie (79 zabitych)[82].
- 20 marca 2012 – żałoba w dniu pogrzebu patriarchy Koptyjskiego Kościoła Ortodyksyjnego Szenudy III (zm. 17 marca 2012)[83][84].
- 6 grudnia 2013 – 3 dni żałoby po śmierci byłego prezydenta RPA Nelsona Mandeli (zm. 5 grudnia 2013)[85].
- 24 stycznia 2015 – 7 dni żałoby po śmierci króla Arabii Saudyjskiej Abd Allaha ibn Abda al-Aziza Al Su’uda (zm. 23 stycznia 2015)[86].
- 12 grudnia 2016 – 3 dni żałoby po zamachu terrorystycznym w Kairze (29 ofiar, 47 rannych)[87]
- 25 listopada 2017 – 3 dni żałoby po zamachu terrorystycznym w Bir al-Abd (311 ofiar, 130 rannych)[88]
- 26 lipca 2019 – 3 dni żałoby po śmierci prezydenta Tunezji Al-Badżi Ka’id as-Sibsiego (zm. 25 lipca 2019)[89][21].
- 11 stycznia 2020 – 3 dni żałoby po śmierci sułtana Omanu Kabusa ibn Sa’ida (zm. 10 stycznia 2020)[90]
- 26 lutego 2020 – 3 dni żałoby po śmierci byłego prezydenta Egiptu Husniego Mubaraka (zm. 25 lutego 2020)[91][92].
- 30 września 2020 – 3 dni żałoby po śmierci Emira Kuwejtu Sabaha al-Ahmada al-Dżabira as-Sabaha (zm. 29 września 2020)[93][94]
- 21 września 2021 – 3 dni żałoby po śmierci byłego pełniącego obowiązki prezydenta Muhammada Husajna Tantawiego (zm. 21 września 2021)[95].
- 14 maja 2022 – 3 dni żałoby po śmierci prezydenta Zjednoczonych Emiratów Arabskich Chalifa ibn Zajid Al Nahajjana (zm. 13 maja 2022)[96][97]

### Etiopia
- 26 października 1973 – dzień żałoby po śmierci sportowca Abebe Bikily (zm. 25 października 1973)[98][99].
- 21 sierpnia 2012 – 13 dni żałoby po śmierci premiera Etiopii Melesa Zenawiego (zm. 20 sierpnia 2012)[100][101].
- 8 grudnia 2013 – 3 dni żałoby po śmierci byłego prezydenta RPA Nelsona Mandeli (zm. 5 grudnia 2013)[102].
- 18 grudnia 2018 – dzień żałoby po śmierci byłego prezydenta Etiopii Gyrma Uelde-Gijorgisa (zm. 15 grudnia 2018)[103].
- 11 marca 2019 – dzień żałoby dla upamiętnienia ofiar katastrofy lotu Ethiopian Airlines 302 (157 ofiar śmiertelnych w tym 2 obywateli Polski)[104].
- 6 maja 2019 – dzień żałoby po śmierci byłego prezydenta Etiopii Negasso Gidada (zm. 27 kwietnia 2019)[105].

### Gabon
- 23 listopada 1963 – 3 dni żałoby po zabójstwie prezydenta USA Johna F. Kennediego (zm. 22 listopada 1963)[2].
- 2 listopada 1984 – 3 dni żałoby po zabójstwie premier Indii Indiry Gandhi (zm. 31 października 1984)[106].
- 16 października 1999 – 2 dni żałoby po śmierci byłego prezydenta Tanzanii Juliusa Nyerere (zm. 14 października 1999 r.)[107]
- 4 kwietnia 2005 – 5 dni żałoby po śmierci papieża Jana Pawła II (zm. 2 kwietnia 2005)[108].
- 9 czerwca 2009 – 30 dni żałoby po śmierci prezydenta Gabonu Omara Bongo (zm. 8 czerwca 2009)[109]

### Gambia
- 28 sierpnia 2019 – 3 dni żałoby po śmierci pierwszego prezydenta Gambii Dawda Kairaba Jawary (zm. 27 sierpnia 2019)[110].

### Ghana
- 12 lutego 1984 – 3 dni żałoby po śmierci sekretarza generalnego KPZR Jurija Andropowa (zm. 9 lutego 1984)[111].
- 28 marca 1984 – 3 dni żałoby po śmierci prezydenta Gwinei Ahmeda Sekou Touré (zm. 26 marca 1984)[112].
- 5 kwietnia 2005 – 4 dni żałoby po śmierci Jana Pawła II (zm. 2 kwietnia 2005)[113]
- 25 lipca 2012 – 7 dni żałoby po śmierci prezydenta Ghany Johna Atta-Millsa (zm. 24 lipca 2012)[114][115].
- 20 sierpnia 2018 – 7 dni żałoby po śmierci byłego sekretarza generalnego ONZ i laureata Pokojowej Nagrody Nobla Kofiego Annana (zm. 18 sierpnia 2018 w Bernie)[116]
- 13 listopada 2020 – 7 dni żałoby po śmierci byłego prezydenta Ghany Jerry’ego Johna Rawlingsa (zm. 12 listopada 2020)[117][118]

### Gwinea
- 29 kwietnia 1972 – 3 dni żałoby po śmierci byłego prezydenta Ghany Kwamega Nkrumaha (zm. 27 kwietnia 1972)[119].
- 27 marca 1984 – 40 dni żałoby po śmierci prezydenta Gwinei Ahmeda Sekou Touré (zm. 26 marca 1984)[120].
- 23 grudnia 2008 – 40 dni żałoby po śmierci prezydenta Gwinei Lansana Conté (zm. 22 grudnia 2008)[121].
- 30 września 2009 – 2 dni żałoby dla upamiętnienia ofiar zamieszek w Konakry (157 zabitych)[122].
- 6 grudnia 2013 – 3 dni żałoby po śmierci byłego prezydenta Republiki Południowej Afryki Nelsona Mandeli (zm. 5 grudnia 2013)[123].
- 9 marca 2020 – żałoba w dniu pogrzebu ofiar ataku na autokar drużyny piłkarskiej (10 zabitych)[124]

### Gwinea Bissau
- 4 kwietnia 2005 – 3 dni żałoby po śmierci papieża Jana Pawła II (zm. 2 kwietnia 2005)[125].
- 3 marca 2009 – 7 dni żałoby po śmierci prezydenta Gwinei Bissau João Bernardo Vieira (zm. 2 marca 2009)[126][127].
- 10 stycznia 2012 – 7 dni żałoby po śmierci prezydenta Gwinei Bissau Malama Bacai Sanhi (zm. 9 stycznia 2012)[128][129].

### Gwinea Równikowa
- 29 listopada 2016 – 3 dni żałoby po śmierci byłego przywódcy Kuby Fidela Castro (zm. 25 listopada 2016)[130]
- 10 marca 2021 – 3 dni żałoby dla upamiętnienia ofiar Eksplozji w Bacie (108 ofiar, 615 rannych)[131][132]
- 23 kwietnia 2025 – 3 dni żałoby po śmierci papieża Franciszka (zm. 21 kwietnia 2025)[133].

### Kamerun
- 2 listopada 2019 – dzień żałoby dla upamiętnienia ofiar powodzi w Bafoussam (43 ofiary)[134]

### Kenia
- 6 lipca 1969 – 7 dni żałoby po zabójstwie ministra sprawiedliwości Thomasa Josepha Mboya (zm. 6 lipca 1969)[135].
- 23 sierpnia 1978 – 30 dni żałoby po śmierci prezydenta Kenii Jomo Kenyatty (zm. 22 sierpnia 1978)[136].
- 22 października 1986 – 7 dni żałoby po katastrofie mozambickiego Tu-134 w Południowej Afryce, w której zginęły 34 osoby w tym prezydent Mozambiku Samora Machel (zm. 19 października 1986)[137].
- 15 października 1999 – 4 dni żałoby po śmierci byłego prezydenta Tanzanii Juliusa Nyerere (zm. 14 października 1999 r.)[138].
- 8 kwietnia 2005 – żałoba w dniu pogrzebu papieża Jana Pawła II (zm. 2 kwietnia 2005)[139].
- 11 czerwca 2012 – 3 dni żałoby po katastrofie policyjnego śmigłowca (8 ofiar)[140]
- 25 września 2013 – 3 dni żałoby po ataku terrorystycznym w Nairobi, w którym zginęło 67 osób[141].
- 6 grudnia 2013 – 3 dni żałoby po śmierci byłego prezydenta RPA Nelsona Mandeli (zm. 5 grudnia 2013)[142].
- 4 lutego 2020 – 9 dni żałoby po śmierci byłego prezydenta Kenii Daniela Moiego (zm. 4 lutego 2020)[143][144]
- 27 lipca 2020 – 3 dni żałoby po śmierci byłego prezydenta Tanzanii Benjamina Mkapy (zm. 24 lipca 2020)[145]
- 18 marca 2021 – 7 dni żałoby po śmierci Prezydenta Tanzanii Johna Magufuli (zm. 17 marca 2021)[146]
- 9 września 2022 – 4 dni żałoby po śmierci brytyjskiej królowej Elżbiety II (zm. 8 września 2022)[147][148].

### Kongo
- 9 czerwca 1963 – dzień żałoby po śmierci papieża Jana XXIII (zm. 3 czerwca 1963)[149].
- 25 listopada 1963 – żałoba w dniu pogrzebu prezydenta USA Johna F. Kennediego (zm. 22 listopada 1963)[2].
- 13 września 1976 – dzień żałoby po śmierci przywódcy Chin Mao Zedonga (zm. 9 września 1976)[150]
- 13 lutego 1984 – 2 dni żałoby po śmierci sekretarza generalnego KPZR Jurija Andropowa (zm. 9 lutego 1984)[151].
- 8 kwietnia 2005 – żałoba w dniu pogrzebu Jana Pawła II (zm. 2 kwietnia 2005)[61]
- 25 czerwca 2010 – 3 dni żałoby dla upamiętnienia ofiar katastrofy pociągu w Pointe-Noire (78 zabitych)[152].

### Liberia
- 23 listopada 1963 – 30 dni żałoby po zabójstwie prezydenta USA Johna F. Kennediego (zm. 22 listopada 1963)[1]
- 10 grudnia 2013 – 3 dni żałoby po śmierci byłego prezydenta RPA Nelsona Mandeli (zm. 5 grudnia 2013)[153]
- 19 września 2019 – dzień żałoby po pożarze szkoły islamskiej w Paynesville (27 ofiar)[154]
- 3 marca 2020 – 3 dni żałoby po śmierci byłej Ambasador Liberii w Senegalu Mary-Ann Fossung (zm. 2 marca 2020)[155]

### Libia
- 29 września 1970 – 40 dni żałoby po śmierci prezydenta Egiptu Gamala Abdela Nasera (zm. 28 września 1970)[156].
- 24 lipca 1999 – 3 dni żałoby po śmierci króla Maroka Hasana II (zm. 23 lipca 1999)[80].
- 11 czerwca 2000 – 3 dni żałoby po śmierci prezydenta Syrii Hafiza al-Asada (zm. 10 czerwca 2000)[157].
- 12 listopada 2004 – 3 dni żałoby po śmierci Prezydenta Autonomii Palestyńskiej Jasira Arafata (zm. 11 listopada 2004)[78][158].
- 31 grudnia 2006 – 3 dni żałoby po śmierci przywódcy Iraku Saddama Husajna (zm. 30 grudnia 2006)[159].
- 24 stycznia 2015 – 3 dni żałoby po śmierci króla Arabii Saudyjskiej Abd Allaha ibn Abda al-Aziza Al Su’uda (zm. 23 stycznia 2015)[160][161].
- 26 lipca 2019 – 3 dni żałoby po śmierci prezydenta Tunezji Al-Badżi Ka’id as-Sibsiego (zm. 25 lipca 2019)[21]
- 30 września 2020 – 3 dni żałoby po śmierci Emira Kuwejtu Sabaha al-Ahmada al-Dżabira as-Sabaha (zm. 29 września 2020)[162]

### Madagaskar
- 14 marca 2004 – dzień żałoby dla upamiętniania ofiar Cyklonu Gafilo (363 ofiary 181 osób zaginionych)[163]
- 29 marca 2021 – dzień żałoby po śmierci byłego Prezydenta Madagaskaru Didiera Ratsiraky (zm. 28 marca 2021)[164][165]

### Malawi
- 26 listopada 1997 – 7 dni żałoby po śmierci byłego pierwszego prezydenta Malawi Hastingsa Kamuzu Bandy (zm. 25 listopada 1997)[166].
- 8 kwietnia 2005 – żałoba w dniu pogrzebu papieża Jana Pawła II (zm. 2 kwietnia 2005)[61]
- 7 kwietnia 2012 – 10 dni żałoby po śmierci prezydenta Malawi Bingu wa Mutharika (zm. 6 kwietnia 2012)[167].
- 9 grudnia 2013 – 3 dni żałoby po śmierci byłego prezydenta Republiki Południowej Afryki Nelsona Mandeli (zm. 5 grudnia 2013)[168].
- 19 czerwca 2021 – 7 dni żałoby po śmierci byłego pierwszego prezydenta Zambii Kennetha Kaundy (zm. 17 czerwca 2021)[169].
- 9 września 2022 – 10 dni żałoby po śmierci brytyjskiej królowej Elżbiety II (zm. 8 września 2022)[170]

### Mali
- 22 października 1986 – 7 dni żałoby po katastrofie mozambickiego Tu-134 w Południowej Afryce, w której zginęły 34 osoby w tym prezydent Mozambiku Samora Machel (zm. 19 października 1986)[171].
- 13 grudnia 2013 – 3 dni żałoby po śmierci byłego prezydenta Republiki Południowej Afryki Nelsona Mandeli (zm. 5 grudnia 2013)[172].
- 23 listopada 2015 – 3 dni żałoby po ataku terrorystycznym na hotel Radisson Blu w Bamako (22 ofiar, 7 rannych)[173].
- 17 czerwca 2020 – 3 dni żałoby po ataku terrorystycznym w Diabaly (24 ofiary)[174]
- 16 listopada 2020 – 3 dni żałoby po śmierci byłego prezydenta Mali Amadoua Toumaniego Touré (zm. 10 listopada 2020)[175].

### Maroko
- 25 listopada 1963 – żałoba w dniu pogrzebu prezydenta USA Johna F. Kennediego (zm. 22 listopada 1963)[2].
- 24 lipca 1999 – 40 dni żałoby po śmierci króla Maroka Hasana II (zm. 23 lipca 1999)[176].
- 11 czerwca 2000 – 3 dni żałoby po śmierci prezydenta Syrii Hafiza al-Asada (zm. 10 czerwca 2000)[177].
- 12 listopada 2004 – 3 dni żałoby po śmierci Prezydenta Autonomii Palestyńskiej Jasira Arafata (zm. 11 listopada 2004)[78][158].
- 2 sierpnia 2005 – 3 dni żałoby po śmierci króla Arabii Saudyjskiej Fahda ibn Abd al-Aziza Al Su’uda (zm. 1 sierpnia 2005)[81].
- 27 czerwca 2011 – 3 dni żałoby po katastrofie samolotu Royal Moroccan Air Force C-130 (80 ofiar)[178].
- 24 stycznia 2015 – 3 dni żałoby po śmierci króla Arabii Saudyjskiej Abd Allaha ibn Abda al-Aziza Al Su’uda (zm. 23 stycznia 2015)[179][180].
- 14 maja 2022 – 3 dni żałoby po śmierci prezydenta Zjednoczonych Emiratów Arabskich Chalifa ibn Zajid Al Nahajjana (zm. 13 maja 2022)[181]

### Mauretania
- 27 maja 1979 – 40 dni żałoby po katastrofie wojskowego samolotu Maurietania Air Force de Havilland Canada DHC-5 Buffalo (12 ofiar, w tym Premier Mauretanii Ahmad wuld Busajf (zm. 27 maja 1979))[182]
- 24 lipca 1999 – 7 dni żałoby po śmierci króla Maroka Hasana II (zm. 23 lipca 1999)[8]
- 26 lipca 2019 – 3 dni żałoby po śmierci prezydenta Tunezji Al-Badżi Ka’id as-Sibsiego (zm. 25 lipca 2019)[21]
- 30 września 2020 – 3 dni żałoby po śmierci Emira Kuwejtu Sabaha al-Ahmada al-Dżabira as-Sabaha (zm. 29 września 2020)[183]
- 23 listopada 2020 – 3 dni żałoby po śmierci byłego Prezydenta Mauretanii Sidiego uld Szajcha Abdallahiego (zm. 22 listopada 2020)[184][185][186]
- 14 maja 2022 – 3 dni żałoby po śmierci prezydenta Zjednoczonych Emiratów Arabskich Chalifa ibn Zajid Al Nahajjana (zm. 13 maja 2022)[187]

### Mozambik
- 12 listopada 1982 – 4 dni żałoby po śmierci sekretarza generalnego KPZR Leonida Breżniewa (zm. 10 listopada 1982)[188].
- 21 października 1986 – 60 dni żałoby po katastrofie mozambickiego Tu-134 w Południowej Afryce, w której zginęły 34 osoby w tym prezydent Mozambiku Samora Machel (zm. 19 października 1986)[189].
- 17 października 1999 – 7 dni żałoby po śmierci byłego prezydenta Tanzanii Juliusa Nyerere (zm. 14 października 1999 r.)[190].
- 8 kwietnia 2005 – żałoba w dniu pogrzebu Jana Pawła II (zm. 2 kwietnia 2005)[191]
- 10 grudnia 2013 – 6 dni żałoby po śmierci byłego prezydenta RPA Nelsona Mandeli (zm. 5 grudnia 2013).
- 13 stycznia 2015 – 3 dni żałoby po masowym zatruciu „Krokodyla żółci” (69 ofiar)[192][193]
- 20 marca 2019 – 3 dni żałoby po przejściu Cyklonu Idai (1007 ofiar)[194]
- 13 lutego 2020 – 7 dni żałoby po śmierci poety Marcelino dos Santosa (zm. 11 lutego 2020)[195]
- 23 lutego 2020 – 2 dni żałoby po śmierci byłego premiera Mozambiku Mário Machungo (zm. 17 lutego 2020)[196]
- 20 marca 2021 – 5 dni żałoby po śmierci Prezydenta Tanzanii Johna Magufuli (zm. 17 marca 2021)[46]
- 18 czerwca 2021 – 6 dni żałoby po śmierci byłego pierwszego prezydenta Zambii Kennetha Kaundy (zm. 17 czerwca 2021)[197].
- 17 września 2022 – 3 dni żałoby po śmierci brytyjskiej królowej Elżbiety II (zm. 8 września 2022)[198].
- 21 lutego 2024 – 5 dni żałoby po śmierci prezydenta Namibii Hagea Geingoba (zm. 4 lutego 2024)[199].
- 10 kwietnia 2024 – 3 dni żałoby po katastrofie promu na kanale Mozambickim[200].
- 12 lutego 2025 – 3 dni żałoby po śmierci byłego prezydenta Namibii Sama Nujoma (zm. 8 lutego 2025)[201].
- 24 kwietnia 2025 – 3 dni żałoby po śmierci papieża Franciszka (zm. 21 kwietnia 2025)[202].
- 13 czerwca 2025 – 3 dni żałoby po śmierci byłego prezydenta Zambii Edgara Lungu (zm. 5 czerwca 2025)[203][204].

### Namibia
- 13 grudnia 2013 – 3 dni żałoby po śmierci byłego prezydenta Republiki Południowej Afryki Nelsona Mandeli (zm. 5 grudnia 2013).
- 2 grudnia 2016 – 3 dni żałoby po śmierci byłego przywódcy Kuby Fidela Castro (zm. 25 listopada 2016)[205]
- 19 czerwca 2021 – 7 dni żałoby po śmierci byłego pierwszego prezydenta Zambii Kennetha Kaundy (zm. 17 czerwca 2021)[206][207].
- 5 lutego 2024 – 21 dni żałoby po śmierci prezydenta Namibii Hagea Geingoba (zm. 4 lutego 2024)[208].
- 9 lutego 2025 – 21 dni żałoby po śmierci byłego pierwszego prezydenta Namibii Sama Nujoma (zm. 8 lutego 2025)[209].

### Niger
- 8 grudnia 2013 – 3 dni żałoby po śmierci byłego prezydenta RPA Nelsona Mandeli (zm. 5 grudnia 2013)[210].
- 12 grudnia 2019 – 3 dni żałoby po ataku na obóz wojskowy na zachodzie Nigru (71 ofiar)[211]
- 10 stycznia 2020 – 3 dni żałoby po Bitwie o Chinagodrar (89 zabitych, 6 rannych)[212]
- 25 listopada 2020 – 3 dni żałoby po śmierci byłego Prezydenta Nigru Mamadou Tandjy (zm. 24 listopada 2020)[213][214][215]
- 15 grudnia 2020 – 3 dni żałoby po ataku na wieś Toumour (28 zabitych)[216]
- 4 stycznia 2021 – 3 dni żałoby po atakach w departamencie Tillabéri (100 zabitych)[217]

### Nigeria
- 9 czerwca 1998 – 7 dni żałoby po śmierci dyktatora Nigerii Sani Abachy (zm. 8 czerwca 1998)[218][219].
- 6 maja 2010 – 7 dni żałoby po śmierci prezydenta Umaru Yar’Audi (zm. 5 maja 2010)[220].
- 4 czerwca 2012 – 3 dni żałoby dla upamiętnienia ofiar katastrofy samolotu Dany Air 992 w Lagos (153 zabitych).
- 8 grudnia 2013 – 3 dni żałoby po śmierci byłego prezydenta RPA Nelsona Mandeli (zm. 5 grudnia 2013)[221][222][223].
- 14 lipca 2025 – 7 dni żałoby po śmierci byłego prezydenta Nigerii Muhammadua Buhariego (zm. 13 lipca 2025)[224].

### Południowa Afryka
- 8 grudnia 2013 – 7 dni żałoby po śmierci byłego prezydenta RPA Nelsona Mandeli (zm. 5 grudnia 2013)[225][226].
- 3 kwietnia 2018 – 10 dni żałoby po śmierci aktywistki oraz byłej pierwszej damy Winnie Mandeli (zm. 2 kwietnia 2018)[227]
- 1 maja 2019 – 7 dni żałoby po powodzi, który dotknął kraj (70 ofiar)[228]
- 2 maja 2020 – 3 dni żałoby po śmierci działacza społecznego Denisa Goldberga (zm. 29 kwietnia 2020)[229]
- 25 listopada 2020 – 5 dni żałoby dla upamiętnienia ofiar epidemii wirusa SARS-CoV-2[a][230][231]
- 18 czerwca 2021 – 10 dni żałoby po śmierci byłego pierwszego prezydenta Zambii Kennetha Kaundy (zm. 17 czerwca 2021)[232].
- 17 stycznia 2023 – 7 dni żałoby po śmierci przewodniczącej Zgromadzenia Narodowego Południowej Afryki dr. Frene Ginwali (zm. 12 stycznia 2023)[233][234].

### Republika Zielonego Przylądka
- 6 kwietnia 2005 – 3 dni żałoby po śmierci papieża Jan Pawła II (zm. 2 kwietnia 2005)[108]
- 18 kwietnia 2010 – dzień żałoby dla upamiętnienia ofiar, które zginęły w katastrofie lotniczej w Smoleńsku (96 zabitych)[235].
- 7 grudnia 2013 – 3 dni żałoby po śmierci byłego prezydenta RPA Nelsona Mandeli (zm. 5 grudnia 2013)[236].
- 23 kwietnia 2025 – 2 dni żałoby po śmierci papieża Franciszka (zm. 21 kwietnia 2025)[237][238].

### Rwanda
- 16 października 1999 – 10 dni żałoby po śmierci byłego prezydenta Tanzanii Juliusa Nyerere (zm. 14 października 1999 r.)[239].
- 10 grudnia 2013 – 6 dni żałoby po śmierci byłego prezydenta RPA Nelsona Mandeli (zm. 5 grudnia 2013)[240].
- 27 lipca 2020 – 3 dni żałoby po śmierci byłego prezydenta Tanzanii Benjamina Mkapy (zm. 24 lipca 2020)[241]
- 18 marca 2021 – 7 dni żałoby po śmierci Prezydenta Tanzanii Johna Magufuli (zm. 17 marca 2021)[242]
- 9 września 2022 – 10 dni żałoby po śmierci brytyjskiej królowej Elżbiety II (zm. 8 września 2022)[243].

### Senegal
- 26 października 1986 – 3 dni żałoby po katastrofie mozambickiego Tu-134 w Południowej Afryce, w której zginęły 34 osoby w tym prezydent Mozambiku Samora Machel (zm. 19 października 1986)[244].
- 22 grudnia 2001 – 15 dni żałoby po śmierci pierwszego byłego prezydenta Senegalu Léopolda Sédara Senghora (zm. 20 grudnia 2001)[245][246].
- 6 grudnia 2013 – 3 dni żałoby po śmierci byłego prezydenta RPA Nelsona Mandeli (zm. 5 grudnia 2013)[247].
- 25 września 2015 – 3 dni żałoby dla upamiętnienia ofiar paniki w Mekce (1235 ofiar śmiertelnych)[248]

### Seszele
- 8 kwietnia 2005 – żałoba w dniu pogrzebu papieża Jana Pawła II (zm. 2 kwietnia 2005)[249]
- 3 września 2008 – żałoba w dniu pogrzebu prezydenta Zambii Levy Mwanawasa (zm. 19 sierpnia 2008)[250]
- 7 grudnia 2013 – 3 dni żałoby po śmierci byłego prezydenta RPA Nelsona Mandeli (zm. 5 grudnia 2013)[251]
- 12 stycznia 2017 – żałoba w dniu pogrzebu byłego prezydenta Seszeli Jamesa Manchama (zm. 10 stycznia 2017)[252]
- 7 marca 2019 – żałoba w dniu pogrzebu byłego prezydenta Seszeli France-Alberta René (zm. 27 lutego 2019)[253]
- 9 września 2022 – dzień żałoby po śmierci brytyjskiej królowej Elżbiety II (zm. 8 września 2022)[254]

### Somalia
- 15 października 2017 – 3 dni żałoby po zamachach bombowych w Mogadiszu (587 ofiar, 316 rannych)[255]
- 3 kwietnia 2020 – 3 dni żałoby po śmierci byłego premiera Somalii Nura Hassana Husseina (zm. 1 kwietnia 2020)[256].
- 11 marca 2021 – 3 dni żałoby po śmierci byłego Prezydenta Somalii Ali Mahdiego Mohameda (zm. 10 marca 2021)[257][258]

### Sudan
- 29 września 1970 – 7 dni żałoby po śmierci prezydenta Egiptu Gamala Abdela Nasera (zm. 28 września 1970)[259].
- 2 sierpnia 2005 – 3 dni żałoby po śmierci wiceprezydenta Sudanu i Prezydenta autonomicznego regionu Sudanu Południowego Johna Garanga (zm. 30 lipca 2005)[260]
- 27 listopada 2020 – 3 dni żałoby po śmierci byłego premiera Sudanu Sadika al-Mahdiego (zm. 26 listopada 2020)[261]

### Sudan Południowy
- 22 sierpnia 2012 – 3 dni żałoby po śmierci premiera Etiopii Melesa Zenawiego (zm. 20 sierpnia 2012)[262]
- 7 grudnia 2013 – 3 dni żałoby po śmierci byłego prezydenta RPA Nelsona Mandeli (zm. 5 grudnia 2013)[263]
- 23 kwietnia 2020 – 3 dni żałoby po śmierci byłego ministra spraw zagranicznych Sudanu Mansoura Khalida (zm. 22 kwietnia 2020)[264]
- 19 marca 2021 – 3 dni żałoby po śmierci Prezydenta Tanzanii Johna Magufuli (zm. 17 marca 2021)[265]
- 22 czerwca 2021 – 3 dni żałoby po śmierci byłego pierwszego prezydenta Zambii Kennetha Kaundy (zm. 17 czerwca 2021)[266][267]
- 25 kwietnia 2025 – dzień żałoby po śmierci papieża Franciszka (zm. 21 kwietnia 2025)[268].

### Tanzania
- 10 września 1976 – 9 dni żałoby po śmierci przywódcy Chin Mao Zedonga (zm. 9 września 1976).
- 2 listopada 1984 – 7 dni żałoby po zabójstwie premier Indii Indiry Gandhi (zm. 31 października 1984)[269].
- 28 października 1986 – 2 dni żałoby po katastrofie mozambickiego Tu-134 w Południowej Afryce, w której zginęły 34 osoby w tym prezydent Mozambiku Samora Machel (zm. 19 października 1986)[270].
- 15 października 1999 – 30 dni żałoby po śmierci byłego prezydenta Tanzanii Juliusa Nyerere (zm. 14 październia 1999 r.)[271].
- 6 grudnia 2013 – 3 dni żałoby po śmierci prezydenta RPA Nelsona Mandeli (zm. 5 grudnia 2013)[272].
- 22 września 2018 – 4 dni żałoby po Katastrofie promu MV Nyerere (228 ofiar śmiertelnych)[273].
- 12 sierpnia 2019 – 3 dni żałoby po eksplozji tankowca w Morogoro (75 ofiar, 55 rannych)[274].
- 13 czerwca 2020 – 3 dni żałoby po śmierci Prezydenta Burundi Pierrego Nkurunzizy (zm. 8 czerwca 2020)[275]
- 25 lipca 2020 – 7 dni żałoby po śmierci byłego prezydenta Tanzanii Benjamina Mkapy (zm. 24 lipca 2020)[276][277][278]
- 17 lutego 2021 – 3 dni żałoby po śmierci wiceprezydenta Zanzibaru Seifa Sharifa Hamada (zm. 17 lutego 2021)[279]
- 18 marca 2021 – 14 dni żałoby po śmierci Prezydenta Tanzanii Johna Magufuli (zm. 17 marca 2021)[280]
- 19 czerwca 2021 – 7 dni żałoby po śmierci byłego pierwszego prezydenta Zambii Kennetha Kaundy (zm. 17 czerwca 2021)[206][207]
- 10 września 2022 – 5 dni żałoby po śmierci brytyjskiej królowej Elżbiety II (zm. 8 września 2022)[281].

### Togo
- 25 listopada 1963 – żałoba w dniu pogrzebu prezydenta USA Johna F. Kennediego (zm. 22 listopada 1963)[2].
- 6 lutego 2005 – 60 dni żałoby po śmierci prezydenta Togo Gnassingbéga Eyadéma (zm. 5 lutego 2005)[282].
- 11 stycznia 2010 – 3 dni żałoby po zamachu terrorystycznym na piłkarską reprezentację Togo w Angoli (3 zabitych)[283].

### Tunezja
- 30 września 1970 – 3 dni żałoby po śmierci prezydenta Egiptu Gamala Abdela Nasera (zm. 28 września 1970)[284].
- 24 lipca 1999 – 3 dni żałoby po śmierci króla Maroka Hasana II (zm. 23 lipca 1999)[285].
- 6 kwietnia 2000 – 7 dni żałoby po śmierci byłego pierwszego prezydenta Tunezji Habiba Burgibaby (zm. 6 kwietnia 2000)[9][286][287].
- 12 listopada 2004 – 3 dni żałoby po śmierci Prezydenta Autonomii Palestyńskiej Jasira Arafata (zm. 11 listopada 2004)[288][289].
- 21 stycznia 2011 – 3 dni żałoby dla upamiętnienia ofiar, które zginęły w protestach antyrządowych (78 zabitych)[290][291].
- 7 lutego 2013 – 3 dni żałoby po śmierci polityka i prawnika Szukri Balidiego (zm. 6 lutego 2013)
- 26 lipca 2013 – dzień żałoby po zabójstwie polityka Mohameda Brahmi (zm. 25 lipca 2013)[292][293][294].
- 7 grudnia 2013 – dzień żałoby po śmierci byłego prezydenta RPA Nelsona Mandeli (zm. 5 grudnia 2013)[295].
- 24 stycznia 2015 – 3 dni żałoby po śmierci króla Arabii Saudyjskiej Abd Allaha ibn Abda al-Aziza Al Su’uda (zm. 23 stycznia 2015)[296].
- 25 lipca 2019 – 7 dni żałoby po śmierci prezydenta Tunezji Al-Badżiego Ka’id as-Sibsiego (zm. 25 lipca 2019)[297]

### Uganda
- 28 maja 1964 – dzień żałoby po śmierci premiera Indii Jawaharlala Nehru (zm. 27 maja 1964)[298].
- 2 listopada 1984 – 5 dni żałoby po zabójstwie premier Indii Indiry Gandhi (zm. 31 października 1984)[299].
- 28 października 1986 – dzień żałoby po katastrofie mozambickiego Tu-134 w Południowej Afryce, w której zginęły 34 osoby w tym prezydent Mozambiku Samora Machel (zm. 19 października 1986)[300].
- 4 sierpnia 2005 – żałoba w dniu pogrzebu wiceprezydenta Sudanu i Prezydenta autonomicznego regionu Sudanu Południowego Johna Garanga (zm. 30 lipca 2005)[301]
- 25 lipca 2020 – 3 dni żałoby po śmierci byłego prezydenta Tanzanii Benjamina Mkapy (zm. 24 lipca 2020)[302]
- 22 marca 2021 – 14 dni żałoby po śmierci Prezydenta Tanzanii Johna Magufuli (zm. 17 marca 2021)[303]

### Wybrzeże Kości Słoniowej
- 25 listopada 1963 – żałoba w dniu pogrzebu prezydenta USA Johna F. Kennediego (zm. 22 listopada 1963)[304].
- 8 grudnia 1993 – 30 dni żałoby po śmierci prezydenta Wybrzeża Kości Słoniowej Félixa Houphouëta-Boigna (zm. 7 grudnia 1993)[305].
- 8 kwietnia 2005 – żałoba w dniu pogrzebu Jana Pawła II (zm. 2 kwietnia 2005)[306]
- 10 lipca 2020 – 8 dni żałoby po śmierci Premiera Wybrzeża Kości Słoniowej Amadou Gon Coulibaliego (zm. 8 lipca 2020)[307]
- 12 marca 2021 – 8 dni żałoby po śmierci premiera Wybrzeża Kości Słoniowej Hameda Bakayoka (zm. 10 marca 2021)[308][309].

### Wyspy Świętego Tomasza i Książęca
- 10 czerwca 2009 – 3 dni żałoby po śmierci prezydenta Gabonu Omara Bongo (zm. 8 czerwca 2009)[310].
- 10 grudnia 2013 – 3 dni żałoby po śmierci byłego prezydenta Republiki Południowej Afryki Nelsona Mandeli (zm. 5 grudnia 2013)[311][312].
- 22 kwietnia 2025 – 5 dni żałoby po śmierci papieża Franciszka (zm. 21 kwietnia 2025)[313].

### Zambia
- 19 października 1999 – 4 dni żałoby po śmierci byłego prezydenta Tanzanii Juliusa Nyerere (zm. 14 października 1999 r.)[314].
- 7 kwietnia 2005 – 2 dni żałoby po śmierci papieża Jana Pawła II (zm. 2 kwietnia 2005)[315].
- 19 sierpnia 2008 – 21 dni żałoby po śmierci prezydenta Zambii Levy Mwanawasa (zm. 19 sierpnia 2008)[316][317].
- 11 lutego 2013 – 3 dni żałoby po zderzeniu autobusu z ciężarówką, w której śmierć poniosły 53 osoby, a 28 zostało rannych[318].
- 9 grudnia 2013 – 7 dni żałoby po śmierci byłego prezydenta RPA Nelsona Mandeli (zm. 5 grudnia 2013)[319][320][321].
- 24 stycznia 2019 – 3 dni żałoby po śmierci byłego Wiceprezydenta Zambii Lupando Mwape (zm. 21 stycznia 2019)[322].
- 19 sierpnia 2020 – 3 dni żałoby po śmierci byłego Wiceprezydenta Zambii Grey Zulu (zm. 16 sierpnia 2020)[323]
- 26 marca 2021 – żałoba w dniu pogrzebu Prezydenta Tanzanii Johna Magufuli (zm. 17 marca 2021)[324][325][326]
- 18 czerwca 2021 – 21 dni żałoby po śmierci byłego pierwszego prezydenta Zambii Kennetha Kaundy (zm. 17 czerwca 2021)[327][328]
- 19 września 2022 – żałoba w dniu pogrzebu brytyjskiej królowej Elżbiety II (zm. 8 września 2022)[329].
- 24 lutego 2024 – 2 dni żałoby po śmierci prezydenta Namibii Hagea Geingoba (zm. 4 lutego 2024)[330].
- 26 kwietnia 2025 – żałoba w dniu pogrzebu papieża Franciszka (zm. 21 kwietnia 2025)[331].
- 8 czerwca 2025 – 12 dni żałoby po śmierci byłego prezydenta Zambii Edgara Lungu (zm. 5 czerwca 2025)[332].

### Zimbabwe
- 13 lutego 1984 – 2 dni żałoby po śmierci sekretarza generalnego KPZR Jurija Andropowa (zm. 9 lutego 1984)[333].
- 23 października 1986 – 14 dni żałoby po katastrofie mozambickiego Tu-134 w Południowej Afryce, w której zginęły 34 osoby w tym prezydent Mozambiku Samora Machel (zm. 19 października 1986)[334].
- 2 lipca 1999 – 5 dni żałoby po śmierci drugiego wiceprezydenta kraju Joshuy Nkomo (zm. 1 lipca 1999)[335].
- 20 stycznia 2001 – 3 dni żałoby po zabójstwie prezydenta Demokratycznej Republiki Konga Laurenta-Désiré Kabily (zm. 16 stycznia 2001)[60].
- 23 marca 2019 – 2 dni żałoby dla upamiętnienia ofiar cyklonu Idai (1007 ofiar śmiertelnych)[336].
- 7 września 2019 – 8 dni żałoby po śmierci byłego prezydenta Zimbabwe Roberta Mugabe (zm. 6 września 2019)[337][338][339].
- 18 czerwca 2021 – 14 dni żałoby po śmierci byłego pierwszego prezydenta Zambii Kennetha Kaundy (zm. 17 czerwca 2021)[340].